# Уротелий
Уротелий (переходноклеточный, переходный эпителий) покрывает пути мочеполового выделения, уротелий является многослойным эпителием эпидермоидного гистиотипа. Выстилает почечные лоханки, мочеточники, мочевой пузырь и проксимальную часть уретры. В зависимости от локализации имеет толщину в 5–8 слоев клеток.
При хроническом воспалении и опухолевом росте он способен к плоскоклеточной или железистой метаплазии.
Имеет три зоны (три слоя): базальный слой имеет связь с базальной мембраной; черепичные слои (промежуточная зона) не имеет связи с базальной мембраной; поверхностный слой — фасеточные клетки (зонтичные клетки) обладают белковыми комплексами, которые в каждой клетке состоят из шести субъединиц. Функция субъединиц — непроницаемость.